# Искьердо, Хуан
Хуан Мануэль Искьердо Виана (исп. Juan Manuel Izquierdo Viana; 4 июля 1997, Нуэво Парис — 27 августа 2024, Морумби, Сан-Паулу, Бразилия) — уругвайский футболист, центральный защитник.
Он сыграл 111 матчей в уругвайской Примере за «Серро», «Пеньяроль», «Монтевидео Уондерерс», «Ливерпуль» и «Насьональ», выиграв титулы в 2022 и 2023 годах за последние два клуба соответственно. Он также недолго играл в мексиканской Лиге MX за «Атлетико Сан-Луис» в 2021 году.
Искьердо умер в возрасте 27 лет, потеряв сознание из-за сердечной аритмии во время матча Кубка Либертадорес против «Сан-Паулу».

## Карьера
Искьердо родился 4 июля 1997 года в Монтевидео. На профессиональном уровне он дебютировал 20 февраля 2018 года в составе команды «Серро», сыграв в гостевом матче против «Спорт Росарио» из Перу в Южноамериканском кубке. Пять дней спустя он дебютировал в уругвайской Примере, заменив на 41-й минуте Хонатана Барбосу в проигрышной выездной игре против «Насьоналя». Он сыграл 28 игр в своём первом сезоне и забил один гол 25 августа в домашней победе над «Прогрессо» (5:2).
В феврале 2019 года Искьердо перешёл в «Пеньяроль». Одиннадцать месяцев спустя, сыграв всего пять матчей в сезоне, он подписал контракт с «Монтевидео Уондерерс». 30 ноября он забил свои единственные голы за «Богемианс» в выездном матче против «Ливерпуля», закончившемся победой со счётом 3:2.
В феврале 2021 года Искьердо поехал в Мексику, где подписал контракт с клубом «Атлетико Сан-Луис». Сыграв всего четыре матча и столкнувшись с фанатами на трибунах в апреле, он вернулся в «Уондерерс» в августе. В 2022 году Искьердо перешёл в «Насьональ», сыграв только 13 минут 13 февраля в игре против «Рентистас» за «трёхцветных» в этом сезоне, но  пропустил большую часть игрового времени из-за перелома большеберцовой кости.
В 2023 году Искьердо перешёл в «Ливерпуль». 29 января он дебютировал за новый клуб, выйдя с замены на 66-й минуте в матче за Суперкубок Уругвая 2023 года, закончившемся победой со счетом 1:0 над его предыдущим клубом.
Он забил три гола в 31 игре, и команда впервые за столетнюю свою историю выиграла национальный чемпионат. Защитник был одним из лучших игроков «Ливерпуля» в том розыгрыше.
После того, как он не продлил свой контракт, в январе 2024 года главный тренер Альваро Рекоба вернул его в «Насьональ», чтобы справиться с нехваткой защитников. Свой первый гол за «трёхцветных» он забил 3 мая в домашней победной игре против «Расинга» (4:2).

## Смерть
22 августа 2024 года Искьердо потерял сознание на поле и был доставлен в больницу имени Альберта Эйнштейна в Сан-Паулу с сердечной аритмией во время второй половины матча 1/8 финала Кубка Либертадорес против «Сан-Паулу». Футбольные матчи первой и второй лиг Уругвая были отложены на выходные из-за опасений за его здоровье. Игроки «Сан-Паулу» надели футболки в знак поддержки перед воскресной игры в бразильской лиге против «Витории» (2:1).
Он умер пять дней спустя. Причиной смерти стала «остановка сердца и дыхания, связанная с сердечной аритмией».
Футбольный клуб «Насьональ» опубликовал заявление в социальных сетях, в котором говорится, что смерть Искьердо вызвала «глубокую боль и потрясение в наших сердцах» и «весь клуб скорбит о его невосполнимой утрате».
Президент КОНМЕБОЛ Алехандро Домингес также выразил соболезнования семье и друзьям Искьердо и сказал, что «южноамериканский футбол в трауре». Другие федерации, включая Уругвай, Бразилию и Аргентину, также выразили свои соболезнования.
Футбольный клуб «Сан-Паулу» заявил, что они глубоко опечалены этой новостью, назвав это «печальным днем для футбола».

## Достижения

### «Насьональ»
- Чемпион Уругвая: 2022[11]

### «Ливерпуль»
- Чемпион Уругвая: 2023[англ.][11]
- Обладатель Суперкубка Уругвая: 2023[12]